# 고센 땅

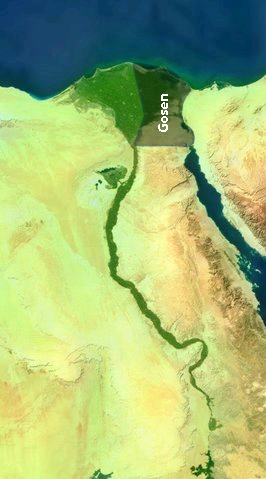
고센을 보여주는 항공 지도

고센 땅(히브리어: אֶרֶץ גֹּשֶׁן ʾEreṣ Gōšen)은 구약성경에서 요셉의 파라오가 히브리인들에게 준 이집트 땅의 이름이다. 여기에 정착한 히브리인들은 이후 출애굽할 때 이집트를 떠난 것으로 묘사된다. 하이집트의 나일강 삼각주 동부, 아마도 힉소스 왕들의 권좌인 아바리스나 그 근처일 것으로 추정된다.

## 성경 본문에서
고센 땅은 성경의 창세기와 출애굽기에 언급되어 있다. 창세기의 마지막 장을 구성하는 요셉의 이야기에서 족장 야곱은 기근에 직면하여 곡식을 사러 그의 아들 열 명을 이집트로 보낸다. 야곱의 또 다른 아들인 요셉은 이집트의 고위 관리였으며 그의 아버지와 형제들이 이집트에 정착하도록 허락했다. 창세기 45장 10절에서는 고센을 파라오의 궁정에 사는 요셉과 가까운 사람으로 취급하고 있으며, 창세기 47장 5절에서는 고센을 이집트 땅의 “가장 좋은 곳”이라고 부른다. 그러나 창세기 46장 34절에서 요셉이 그의 가족에게 가축을 지키는 자로서 파라오에게 나아와 “너희가 고센 땅에 거하게 하리니 이는 모든 목자를 가증히 여기기 때문이라”라고 한 것처럼 이는 이집트의 나머지 사람들과 어느 정도 구별됨을 암시하기도 한다. 창세기 47장 11절에서는 “람세스 땅”(라암셋)과 고센이 서로 교차되어 사용된다. “요셉이 그의 아버지와 형제들을 정착시키고 파라오가 지시한 대로 이집트 땅의 가장 좋은 곳인 람세스 땅에 그들에게 소유를 주었다.”
출애굽기에서 야곱의 후손인 이스라엘 사람들은 계속해서 애굽에 거주하며 번성한다. 고센이라는 이름은 출애굽기에서 10가지 재앙에 대한 이야기에서 두 번만 등장한다. 여기서 고센은 이스라엘 백성이 거주하는 곳으로서 이집트인들을 괴롭히는 파리 재앙과 우박 재앙을 면했다.
고센이라는 이름은 여호수아기에서도 언급되는데, 이스라엘 백성이 약속의 땅을 계속 정복하는 내용이다. 여호수아 11장 16절에서는 “그리하여 여호수아가 그 모든 땅, 즉 산간 지방과 네게브 전체와 고센 땅 전체와 평원과 아라바와 이스라엘의 산간 지방과 그 평원을 점령했다”고 기록하고 있다. 그러나 이 고센은 일반적으로 유다 지파의 동쪽에 위치한 네게브와 산지 사이의 지역을 가리키는 것으로 간주되며, 이집트의 고센과는 다르다.

## 어원
일부 이집트학자들은 파피루스 아나스타시 IV에서 호수를 지칭하는 데 사용된 이름인 gsm과의 연관성을 제시했는데, 이 이름이 와디 투밀라트에서 지명으로 사용된 것으로 보이기 때문이다. 이 gsm이라는 이름은 일부 학자들에 의해 셈족의 차용어일 가능성이 가장 높다고 여겨지며, 아마도 셈족 어근 gšm "비, 폭풍"에서 파생되었을 수 있다. 도널드 레드포드는 고센의 위치를 부인하지 않으면서도 다른 어원을 제시하는데, 기원전 7세기부터 동부 델타를 점령했던 베두인 케다르인의 통치자였던 "가스무"에서 유래했다고 주장하지만, 존 반 시터스는 이것이 불가능하다고 생각한다. 마크 얀젠은 6세기 BCE 또는 그 이후의 성경 본문에서 고센 땅에 대한 언급이 부족하다는 점을 들어 레드포드의 제안이 가능성이 낮다고 주장한다.

## 위치 확인
1885년, 에두아르 나빌은 고센을 이집트의 20번째 노모스로, 동부 델타에 위치하며 이집트 제26왕조(672-525 BCE) 동안 "게셈" 또는 "케셈"으로 알려졌다고 확인했다. 이곳은 와디 투밀라트의 서쪽 끝을 포함했으며, 동쪽 끝은 피톰을 주요 도시로 하는 수콧 지구로, 피람세스(라암셋, "람세스 땅") 유적지까지 북쪽으로 확장되었고 경작지와 방목지를 모두 포함했다.
학자 아이작 라비노비츠, 이스라엘 에프알, 얀 레초, 데이비드 F. 그래프는 고센 땅을 나일강 삼각주 동쪽과 피톰 주변에 위치한 케다르 왕국의 "아라비아" 지역과 동일시하며, 이 지역은 고대 이집트인들에게 Gsm (𓎤𓊃𓅓𓏏𓊖)으로, 유대인들에게는 ʾEreṣ Gōšen (אֶרֶץ גֹּשֶׁן)으로, 즉 게셈의 땅으로 알려지게 되었다고 주장한다. 이는 케다르 왕 게셈의 이름을 따르거나 그의 왕조의 이름을 따른 것이다. 학자 존 반 시터스는 ʾEreṣ Gōšen을 이집트 동부의 케다르 영토와 동일시하는 것에 반대했는데, 케다르인들이 와디 투밀라트 지역을 통치한 적이 없다는 주장을 근거로 들었다. 그러나 와디 투밀라트 지역에서 여신 알라트를 위한 사당과 같은 케다르 유적이 발견되면서, 이러한 동일시에 대한 존 반 시터스의 반대는 지지할 수 없게 되었다.
학자 사라 I. 그롤, 만프레트 비에타크 및 마크 얀젠은 고센 땅과 케다르 왕 게셈의 영토 사이의 어떠한 연관성도 부정하며, 대신 성경 지명이 파피루스 아나스타시 IV에 언급된 호수 gsm과 관련이 있다고 제안한다. 그들의 견해로는, 성경의 땅은 큰 범람 호수가 있는 와디 투밀라트의 서부와 동일시되어야 한다.

## 내용주
1. ↑  창세기 45:9–10
2. ↑  창세기 42
3. ↑  창세기 45
4. ↑  Bietak 2015, 26쪽.
5. ↑  창세기 47:5
6. ↑  Van Seters 2004, 384쪽.
7. ↑  창세기 46:34
8. ↑  창세기 47:11
9. ↑  출애굽기 1:7
10. ↑  Grabbe 2014, 43쪽.
11. ↑  여호수아 11:16
12. 1 2  Theis 2020.
13. 1 2  Groll 1998, 190쪽.
14. 1 2 3  Bietak 2015, 22쪽.
15. 1 2 3 4  Van Seters 2001, 267–269쪽.
16. ↑  Janzen 2024, 342쪽.
17. 1 2  Retsö 2013, 300–301쪽.
18. ↑  Retsö 2013, 250–251쪽.
19. 1 2 3  Ephʿal 1984, 210–214쪽.
20. ↑  Rabinowitz 1956.
21. ↑  Graf 1997, 223쪽.
22. ↑  Janzen 2024, 342–345쪽.